# Yohance Marshall
Yohance Marshall (Port of Spain, 22 gennaio 1986) è un ex calciatore trinidadiano, di ruolo difensore.

## Carriera

### Club
Marshall ha firmato con i LA Galaxy nel febbraio 2009. Ha fatto il suo debutto professionale per il club il 7 aprile 2009, nella Lamar Hunt U.S. Open Cup contro i Colorado Rapids.
Marshall fu mandato in prestito all'Austin Aztex nel giugno 2009, e di nuovo prima della stagione 2010. Ha segnato il suo primo gol per gli Aztex il 19 maggio 2010 in un pareggio 3-3 con l'FC Tampa Bay. Ha fatto il suo debutto in MLS con i Galaxy il 18 settembre 2010, contro il D.C. United.

### Nazionale
Ha rappresentato la sua nazionale a livello Under-17, Under-20 e Under-21 e ha giocato nella nazionale in una serie di qualificazioni per le Olimpiadi di Pechino 2008.